# Sound Juicer
Sound Juicer – ripper CD. Pozwala na odtwarzanie muzyki z płyt CD oraz na przekonwertowanie jej do innych formatów plików dźwiękowych. Program konwertuje muzykę przez GStreamer, do formatów takich jak mp3, WAV, Ogg Vorbis i bezstratnego formatu FLAC.
Sound Juicer jest zaprojektowany tak, aby był łatwy w obsłudze i nie wymagał od użytkownika dużego zaangażowania. Na przykład jeżeli komputer ma połączenie z Internetem, program automatycznie pobierze informacje o utworach muzycznych z wolno dostępnego serwisu MusicBrainz. Sound Juicer jest wolnym oprogramowaniem i wchodzi w skład GNOME począwszy od wersji 2.10 tego środowiska graficznego.